# 4360 Xuyi
4360 Xuyi este un asteroid din centura principală, descoperit pe 9 octombrie 1964.